# Oxophilie
Als Oxophilie eines Elementes bezeichnet man dessen Affinität zu Sauerstoff. Ein oxophiles Element strebt danach, stabile chemische Bindungen mit Sauerstoff auszubilden. Oxophile Elemente sind zum Beispiel Hauptgruppenelemente wie Bor, Aluminium, Silicium, Kohlenstoff und Phosphor. Auch die frühen Nebengruppenelemente wie beispielsweise Titan, Zirconium, Vanadium oder auch Lanthanoide wie Samarium sind oxophil. Nach dem HSAB-Konzept (Pearson-Konzept) sind oxophile Elemente harte Säuren bzw. Basen.